# 1789 Добровольський
1789 Добровольський (1789 Dobrovolsky) — астероїд головного поясу, відкритий 19 серпня 1966 року.
Тіссеранів параметр щодо Юпітера — 3,631.